# Sibilla (Elisabetta Sirani)
Sibilla è un dipinto di Elisabetta Sirani, realizzato nel 1660 e oggi ubicato alle Gallerie dell'Accademia di Venezia.

## Storia
In questo dipinto, così come in quasi tutta l'opera della pittrice Sirani, domina come protagonista un soggetto femminile forte, indipendente e noto per alcune importanti gesta, "abitudine" condivisa anche da altre fondamentali artiste donne del Seicento, prima tra tutte Artemisia Gentileschi.
Conservato ufficialmente nel museo delle Gallerie dell'Accademia, a Venezia, grazie ad un evento, questo quadro e la seconda "Sibilla" della Sirani, dal 6 marzo al 26 settembre 2023, vengono esposti all'interno della Pinacoteca nazionale di Bologna, grazie all'intervento della Sala del Consiglio di Palazzo d'Accursio, sempre a Bologna.
Il 6 marzo 2023 la Sala del Consiglio di Palazzo d’Accursio, riaperta al pubblico in seguito ad una breve chiusura per lavori di manutenzione, ha voluto l'esposizione temporanea di opere d’arte all'interno della Pinacoteca di Bologna, partendo proprio dalle due “Sibille” di Elisabetta Sirani.

## Descrizione
Il quadro rappresenta una figura femminile sia storica sia mitologica tipica dell'Antica Grecia e Roma: la Sibilla, giovane donna dalle doti profetiche e di preveggenza, similmente alla figura reale della Pizia, sebbene la prima spesso facesse predizioni sul futuro ambigue o ambivalenti. Ispirate solitamente ad Apollo, esse dovevano rimanere per tutta la vita vergini e perciò rispettare il motto "Nascetur de virgine", scritto anche dalla pittrice Sirani su una pergamena sostenuta dolcemente dal putto, come sempre nudo, alle spalle della protagonista.
La ragazza, col volto rilassato rivolto verso lo scritto, sembra intenta a trascrivere la norma, infatti con la mano sinistra rialza un plico di candidi fogli, mentre con la destra una penna d'oca, intinta in un calamaio nero quasi tagliato in parte dalla cornice.
Da notare la coroncina di perle, simile ad un fermaglio, tipico delle acconciature delle Sibille, dettaglio che conferma la natura di Sibilla della giovane donna. Per quanto riguarda gli indumenti, ella veste un abito color carminio munito di corsetto, con ampie maniche bianche risvoltate e, allacciato all'altezza delle spalle, un mantello color oltremare che ricade pesante sulla figura.
Per quanto riguarda lo sfondo, dominano il marrone scuro e il nero, per mettere in risalto al meglio la figura, aspetto che ritroviamo anche nell'opera di un contemporaneo della Sirani: il maestro Caravaggio.